# Scottish Open 1992
Die Scottish Open 1992 im Badminton fanden vom 18. bis zum 22. November 1992 im Kelvin Hall in Glasgow statt. Das Turnier als 2-Sterne-Turnier in der Grand-Prix-Wertung eingestuft. Das Preisgeld betrug 35.000 US-Dollar.

## Medaillengewinner
| Disziplin    | Gold                              | Silber                                   | Bronze                               |
| ------------ | --------------------------------- | ---------------------------------------- | ------------------------------------ |
| Herreneinzel | Pontus Jäntti                     | Peter Espersen                           | Darren Hall                          |
| Herreneinzel | Pontus Jäntti                     | Peter Espersen                           | Jens Olsson                          |
| Dameneinzel  | Lim Xiaoqing                      | Christine Magnusson                      | Catrine Bengtsson                    |
| Dameneinzel  | Lim Xiaoqing                      | Christine Magnusson                      | Pernille Nedergaard                  |
| Herrendoppel | Peter Axelsson Pär-Gunnar Jönsson | Jon Holst-Christensen Christian Jakobsen | Jan-Eric Antonsson Stellan Österberg |
| Herrendoppel | Peter Axelsson Pär-Gunnar Jönsson | Jon Holst-Christensen Christian Jakobsen | Nick Ponting Dave Wright             |
| Damendoppel  | Christine Magnusson Lim Xiaoqing  | Catrine Bengtsson Maria Bengtsson        | Si-an Deng Denyse Julien             |
| Damendoppel  | Christine Magnusson Lim Xiaoqing  | Catrine Bengtsson Maria Bengtsson        | Julie Bradbury Sara Sankey           |
| Mixed        | Jan-Eric Antonsson Astrid Crabo   | Jon Holst-Christensen Anne Mette Bille   | Nick Ponting Gillian Gowers          |
| Mixed        | Jan-Eric Antonsson Astrid Crabo   | Jon Holst-Christensen Anne Mette Bille   | Pär-Gunnar Jönsson Maria Bengtsson   |